# Servir y proteger
Servir y proteger —originalmente, su nombre iba a ser Kabul: servir y proteger— fue una serie televisiva española de emisión diaria producida por Radio Televisión Española en colaboración con Plano a Plano. Ambientada en el sur del Madrid actual, se trata de un melodrama policiaco protagonizado en su última temporada por Luisa Martín, Pablo Puyol, Thais Blume, Juan Díaz, Candela Serrat, Roberto Álvarez, Pepa Aniorte, Mamen Camacho,  Alberto Jiménez y Juanjo Artero, entre otros. La ficción cuenta con un total de siete temporadas y 1372 episodios de, aproximadamente, entre 55 y 65 minutos cada uno. Se estrenó la tarde del lunes 24 de abril de 2017 y, desde entonces, se emitió de lunes a viernes en La 1. Inicialmente se emitía a las 16:25, pero con la llegada de Mercado central y posteriormente Dos vidas cambió a la franja horaria entre las 17:20 y 18:25. En septiembre de 2022, cinco años más tarde, TVE anunció su cancelación, que tendría lugar a principios de 2023. La serie emitió su capítulo final la tarde del lunes 16 de enero de 2023. 

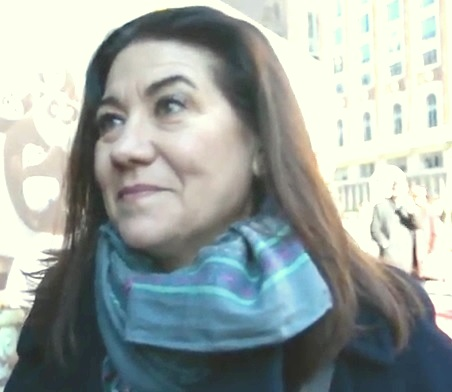
Luisa Martín, protagonista de la serie, lleva interpretando a la comisaria Claudia Miralles desde los inicios de la ficción, durante 6 años y más de 1300 capítulos.

En total, durante los cinco años de emisión ininterrumpida de la ficción, pasaron por ella unos 60 actores fijos, 300 actores episódicos y 9 000 figurantes. Todos ellos han sido partícipes de 17 000 horas de grabación y 1200 horas de emisión. Asimismo, se han escrito más de 55 000 páginas de guion.

## Historia
Orígenes
Tras anunciarse que Seis hermanas terminaría sus emisiones en abril de 2017, RTVE pone en marcha la producción de una nueva serie que trataría sobre el día a día de una comisaría de barrio. En enero de 2017 se conocen los primeros fichajes de Juan José Ballesta, Fernando Guillén Cuervo, Miguel Hermoso, Denisse Peña y Nausicaa Bonnín. Más tarde se anuncian las incorporaciones de Andrea del Río, Luisa Martín, Nicolás Coronado, Pepa Aniorte, Juanjo Artero, Roberto Álvarez y el resto del reparto.
Primera temporada (24 de abril de 2017 - 15 de febrero de 2018)
Durante las emisiones de la primera temporada se van conociendo las participaciones especiales de actores como Paco Marín, Bernabé Fernández, Fran Nortes, Lisi Linder, Elena Rivera o Mar Regueras.
También durante la primera temporada se incorporan actores como Manuel Tallafé, Roger Berruezo, Fran Morcillo, Manuel Zarzo o Juan Salcedo. 
Tras la emisión del capítulo 100, se anuncia que la serie había renovado por una segunda temporada de 200 capítulos en la que se contaría con nuevos personajes y que otros de la primera temporada desaparecían de las tramas de la serie; las emisiones de la primera temporada se prolongarían hasta febrero de 2018.
Durante la primera temporada se sufren varias bajas temporales como las de Pepa Aniorte, Miguel Ortiz, Sandra Martín, Aníbal Soto o Susana Béquer.
El 14 de noviembre de 2017, se emite el último capítulo de Nausicaa Bonnín en la serie tras la muerte de su personaje, ya que la actriz tiene que afrontar otros compromisos profesionales.
A finales de noviembre de 2017, abandonan la serie Miguel Ortiz y Sandra Martín que habían interpretado a Max y Paty, respectivamente, desde los primeros capítulos de la serie. Días más tarde saltan las alarmas ante una posible salida del reparto al final de la primera temporada del actor Juan José Ballesta que interpreta a Rober Batista.
El 23 de noviembre de 2017, se anuncia que la actriz y humorista Llum Barrera se incorpora a las tramas de la serie con un personaje de largo recorrido. Más tarde se confirma que su personaje sería Felisa Vega, la madre de Rober (Juan José Ballesta) y Jairo (Emilio Palacios) y que el padre de ambos sería interpretado por Sebastián Haro.
El 21 de diciembre de 2017, se emite el último capítulo de Nicolás Coronado en la serie tras finalizar la trama de su personaje Sergio Mayoral. Diego Martínez se incorpora a la serie dando vida a Karim, el nuevo inspector de la UIT.
El 15 de febrero de 2018, se emitió el último capítulo de Juan José Ballesta en la serie tras la muerte de su personaje Rober Batista, dando por imposible su continuidad en la serie. También se produjeron las salidas de Mina El Hammani, Mariano Estudillo, Diego Martínez y Miguel Hermoso.
Segunda temporada (16 de febrero de 2018 - 3 de diciembre de 2018)
El 5 de enero de 2018, se anuncia que los actores Adriá Collado, Jimmy Barnatán, Celia Freijeiro, Alejandra Lorente, Raúl Olivo, Paco Manzanedo y Ángel de Miguel se incorporarían a las tramas de la serie a partir de la segunda temporada. El 11 de enero de 2018, se anuncia la incorporación para la segunda temporada de los actores Javier Abad y Albert Baró. El 19 de enero de 2018, Tirso Calero creador de la serie, anuncia que para la segunda temporada se producirían algunos regresos como el de Paty (Sandra Martín) y otros personajes que ya participaron en la primera temporada de la ficción.
El 7 de marzo de 2018, se confirma la participación de rostros populares de la televisión como Kira Miró, Juan Manuel Lara y Alejandro Albarracín. Semanas después se confirma la participación de Jordi Rebellón y Marcial Álvarez, todos ellos para la segunda temporada de la serie.
El 21 de mayo de 2018, se emite el último capítulo de Emilio Palacios en la serie tras la muerte de su personaje Jairo Batista, dando por imposible su continuidad en la serie.
A finales de junio de 2018, se confirma la reincorporación de Nicolás Coronado volviendo a interpretar a Sergio Mayoral, la participación de la actriz Marta Larralde con un personaje secundario y el abandono temporal de Eduardo Velasco por otros compromisos profesionales del actor.
El 7 de agosto se emite el último capítulo del actor Paco Manzanedo, que dio vida a Tano en la serie tras la muerte de su personaje. Se incorporan así a la serie la actriz Susana Córdoba dando vida a Sofía Collantes, exmujer de Alejandro Somoza y Diego Martínez, reinterpretando durante un mes a Karim Ben Ali. 
El 14 de septiembre abandona la serie Raúl Olivo tras la muerte de su personaje. También se confirma la participación del actor Antonio Dechent durante los últimos 40 capítulos de la temporada.
El 4 de octubre se emite el último capítulo de la actriz Celia Freijeiro, que daba vida a la psicóloga Teresa Ronda en la serie, ya que su personaje se marcha a un campo de refugiados. El 8 de octubre se emite el último capítulo de Javier Abad dando vida a Julio Quintero, ya que su personaje ingresa en un centro psiquiátrico. El 18 de octubre se emite el último capítulo de Alejandra Lorente tras la marcha de su personaje a Santander. El 25 de octubre abandonan la serie Adriá Collado y Albert Baró tras dar vida a Jesús y David Merino desde el principio de la temporada, tras la marcha de éstos a Valencia.  
El 3 de diciembre de 2018 termina la segunda temporada de la serie con el capítulo 400 donde se confirman las bajas de Susana Córdoba, Nicolás Coronado y Antonio Dechent. Roberto Álvarez y Fernando Guillén-Cuervo abandonan también la serie, pero por un tiempo.  
Tercera temporada (4 de diciembre de 2018 - 20 de septiembre de 2019)
El 29 de octubre de 2018, se confirma la primera incorporación de la tercera temporada del actor Antonio Garrido siendo un personaje protagonista. El 30 de octubre se anuncian los fichajes de Edurne, Marta Calvó, José Lamuño y Maru Valdivielso para la tercera temporada de la serie. También se confirman las incorporaciones de Marta Belmonte, Pau Cólera, Tito Asorey, Samuel Viyuela y Alejandro Jato, además del esperado regreso de Eduardo Velasco.
El 15 de noviembre se confirma el regreso de Kira Miró volviendo a interpretar el personaje de Maica, la continuidad de Juanjo Artero y la incorporación de Manolo Caro con un personaje secundario.
En enero de 2019, se incorpora Fernando Guillén Cuervo tras su baja temporal. 
En febrero Lucía Gil se incorpora para unos capítulos. También ficha por la serie Daniel Albaladejo, con un personaje de largo recorrido. A principios de marzo, Javier Abad regresa a la serie de manera recurrente como Julio Quintero.
El 27 de marzo, abandona la serie la pareja protagonista: Iker Lemos y Alicia Ocaña, interpretados por Ángel de Miguel y Andrea del Río, presentes en la serie desde el capítulo 202 en el caso del primero y desde el principio de la serie en el caso de la segunda. También abandona la serie Aníbal Soto, tras interpretar al padre de Alicia desde el comienzo de la serie. Desde ese momento, la inspectora Silvia Orestes, interpretada por Marta Belmonte, se convierte en protagonista junto a la veterana Luisa Martín.
El 12 de abril de 2019, finaliza su participación en la serie Jimmy Barnatán que interpretaba a Fede Alarcón, tras la muerte de su personaje. El 24 de abril se reincorpora la actriz Elisa Mouliaá retomando el papel de Lola Ramos para unos cuantos capítulos.
En el capítulo 500 emitido el 29 de abril de 2019, abandonan la serie Denisse Peña y Javier Abad que interpretaban a Olga y Julio tras la marcha de sus personajes a Verona. El 3 de mayo de 2019 abandona la serie Pau Cólera tras la muerte de su personaje y dando por finalizada la trama del estrangulador de mujeres de Distrito Sur.
En mayo de 2019 se anuncia que la actriz Lara Martorell se incorpora a la serie dando vida a Ángela Betanzos, la nueva inspectora de la UIT. También se confirman los cameos de Luz Valdenebro y Agnés Llobet.
El 5 de junio se reincorpora Roberto Álvarez tras su baja temporal. El 19 de junio regresa a la serie Kira Miró, recuperando el personaje de Maica Vallejo, hasta su muerte el 4 de julio. El 25 de junio termina la participación de Edurne en la serie, que interpretaba a Sara, tras la marcha de su personaje a Barcelona para formarse como cantante. 
El 15 de julio, Iván Hermés se incorpora a la serie interpretando a Santos Mercader, un narcotraficante que se refugia bajo la piel de un humilde empresario, y el 30 de julio se incorpora Miguel Ángel Blanco para interpretar a Alejandro Font, un inspector que llega de Valencia para ayudar en la investigación contra Santos Mercader; ambos personajes de largo recorrido y siendo ésta la trama principal hasta el final de la tercera temporada. También participa de nuevo en la serie Javier Abad, reinterpretando a Julio Quintero durante cuatro capítulos.
En agosto participan durante unos capítulos Juan Salcedo y Ana Otero, volviendo a interpretar a Israel Guevara y Raquel, hijo y exmujer de Elías, respectivamente.
El 21 de agosto, se despide de la serie Daniel Albaladejo interpretando a Pedro Iriarte tras la muerte de su personaje. El 23 de agosto abandona temporalmente la serie Fernando Guillén-Cuervo, tras ingresar su personaje en una clínica.
El 5 de septiembre, abandona la serie Tito Asorey, actor que daba vida a Luis Soler tras el asesinato de su personaje a manos de Santos Mercader. El 6 de septiembre se despide de la serie la actriz Maru Valdivielso, tras la marcha de su personaje, Merche, a Bangkok para trabajar en la embajada española.
En septiembre se incorpora para los capítulos finales de la temporada el actor Luis Fernando Alvés, interpretando al doctor Juan Carlos Salcedo, antiguo conocido de Claudia y Antonio. 
El 11 de septiembre abandona la serie Antonio Garrido tras interpretar a Damián Pérez en gran parte de la tercera temporada, quien se marcha del barrio tras ingresar en prisión. Un día más tarde hace lo mismo Sara Vidorreta que interpretaba a Marga, la hija de Damián. 
El 13 de septiembre abandona definitivamente la serie Susana Béquer que interpretaba a Montse Ibarra desde el principio de la serie tras el asesinato de su personaje a manos de Alejandro Font. 
El 16 de septiembre se emite el último capítulo de Miguel Ángel Blanco interpretando a Alejandro Font tras la muerte de su personaje y el 19 de septiembre se marcha de la serie Iván Hermés tras el asesinato de su personaje a manos de Álvaro Soler. 
El 20 de septiembre termina la tercera temporada de la serie con la muerte de Ricky Soler, personaje interpretado por Samuel Viyuela.
Cuarta temporada (23 de septiembre de 2019 - 21 de septiembre de 2020)
El 24 de junio de 2019, se confirma la cuarta temporada de la serie en una entrevista de Tirso Calero, creador de la serie.
El 1 de agosto de 2019 se confirman los dos primeros fichajes para la cuarta temporada de la serie, el primero es Dani Muriel para interpretar a Mateo Bremón y el segundo Sergio Mur interpretando a Miguel Herrera, trabajador del Centro Cívico. El 21 de ese mismo mes se anuncia que María Molins interpretaría a Verónica Figueras, la mujer de Mateo; Cristina Abad a Paula, hija de Mateo y Verónica; Patxi Freytez sería Andrés, la mano derecha de Mateo; y Paula Prendes sería Lara, la nueva oficial de policía de la comisaría.
El 23 de septiembre da comienzo la cuarta temporada, con las incorporaciones a lo largo de la semana de María Molins interpretando a Verónica Figueras, Dani Muriel interpretando a Mateo Bremón, Patxi Freytez interpretando a Andrés Coll y Sergio Mur interpretando a Miguel Herrera. Además, con el estreno de Mercado central, la ficción policial cambia su horario de emisión a las 17:15.
El mismo día la serie vive también el regreso de Javier Tolosa y María Ballesteros, reinterpretando al inspector Antúnez y a Coco, respectivamente. Unos días después se incorpora Francesco Iaia dando vida a Paolo, novio de Paty y trabajador para la Mafia. También se confirman la participación especial de Manuel Galiana.
El 1 de octubre se incorpora para la cuarta temporada Cristina Abad interpretando a Paula Bremón, policía en prácticas y sobrina del comisario.
El 11 de octubre se reincorpora Eduardo Velasco reinterpretando a Fernando Quintero tras un mes de ausencia. También se incorporan durante unos capítulos Xavi Mira dando vida al oficial Santiago Ríos y padre de Toni e Iria del Río reinterpretando a Rocío, una excarterista de Distrito Sur.
El 22 de octubre se incorpora como personaje fijo la actriz Paula Prendes, interpretando a la oficial Lara Muñoz. El 28 de octubre se reincorpora Fernando Guillén-Cuervo tras 2 meses de ausencia. Además, Eduardo Mayo vuelve a interpretar a Gonzo tras su salida de la cárcel hasta su muerte tres días después. Inmediatamente, se incorpora Chiqui Fernández dando vida a Lourdes Morata.
El 12 de noviembre deja la serie la actriz Iria del Río tras la marcha de su personaje a Santiago de Compostela. A mediados de noviembre se anuncia el regreso de Edurne a la serie y el fichaje de Miriam Díaz-Aroca. El 25 de noviembre abandona la serie Francesco Iaia tras la muerte de su personaje. El 3 de diciembre se incorpora Chechu Salgado con un papel fijo, el narcotraficante y proxeneta Ramón Rojo. 
El 9 de diciembre abandona la serie Marta Belmonte, Silvia en la ficción tras la marcha de ésta a León tras la reconciliación con su madre. Un día más tarde, el 10 de diciembre se emite el último capítulo de los actores José Lamuño y Marta Calvó, tras ir a la cárcel ambos personajes y consigo ponen fin a las tramas de la familia Soler. Ese día se reincorpora a la serie Edurne, volviendo a interpretar a Sara Barrios. Además, durante ese mes participaron en la serie actores como José de la Torre o Nicolás Romero.
El 8 de enero de 2020 abandona la serie Chiqui Fernández tras interpretar durante dos meses a Lourdes Morata. El 20 de enero se reincorpora para unos capítulos Martina Stetson volviendo a interpretar a Violeta para unos capítulos. El 21 de enero se incorpora al reparto de la serie la actriz Claudia Molina dando vida a Malena, una examante de Mateo. El 24 de enero se incorpora la actriz María Barranco para interpretar a Julia, la madre de Lara, durante diez capítulos.
El 3 de febrero regresa a la serie Juan Salcedo volviendo a interpretar a Israel, el hijo de Elías, durante unos capítulos. Ese mismo mes se incorpora Javi Mora dando vida a Tom, un antiguo amigo de Miguel. El 14 de febrero se emite el capítulo 700, en el que Claudia Molina abandona la serie tras la muerte de su personaje. Cuatro días más tarde, el 19 de febrero se incorpora la actriz Ana Fernández dando vida a Diana del Val.
El 5 de marzo abandona la serie Lara Martorell, que interpretaba a Ángela Betanzos, inspectora de la UIT. El 12 de marzo abandona la serie Javi Mora tras la muerte de su personaje, Tom, a manos de Ramón Rojo. El 16 de marzo regresa a la serie Diego Martínez volviendo a interpretar al inspector Karim Ben Ali, encargado de la UIT tras la marcha de Ángela. También se incorporó al reparto secundario Ana María Vidal dando vida a Leonor Hernández, la madre de Rojo. 
Debido a la proclamación del Estado de alarma por la crisis del COVID-19, a partir del capítulo 722, emitido el 17 de marzo, los capítulos fueron divididos en dos partes ralentizado la velocidad de emisión de la serie.
El 31 de marzo regresa como personaje fijo a la serie, Maru Valdivielso recuperando su personaje de Merche Zamora. El 12 de mayo vuelve a abandonar la serie Edurne tras la marcha de su personaje para trabajar en un crucero como cantante.
El 10 de junio de 2020, se anuncia que Andrea del Río regresa a la serie recuperando su personaje Alicia Ocaña para la recta final de la cuarta temporada. También se anuncian los fichajes de Martín Aslan, Helena Kaittani y Pablo Viña.
El 6 de julio se incorpora Joan Negrié, dando vida a Vlado Khan, un peligroso proxeneta. El 14 de julio regresa Aída Oset para unos capítulos. El 21 de julio se produce el anunciado regreso de Andrea del Río.
El 24 de julio termina el rodaje de la cuarta temporada y se produce el anuncio oficial de la quinta, así como la vuelta a la emisión de capítulos enteros a mediados de agosto.
El 14 de agosto abandonan la serie Patxi Freytez, Maru Valdivielso y Aída Oset, el primero tras la muerte de su personaje y las segundas tras la marcha de sus personajes a San Sebastián. A cambio, Ricardo Saiz se reincorpora a la serie volviendo a dar vida al agente Miguel Flores.
A finales de agosto abandonan la serie María Molins y Diego Martínez, la primera tras la marcha de su personaje a Barcelona y el segundo tras la marcha de su personaje a La Haya. Ana Fernández y Nacho Nugo también abandonan la serie tras la marcha de sus personajes.
El 4 de septiembre abandona temporalmente la serie Mamen Camacho tras la marcha de su personaje a Colombia. El 9 de septiembre se emite el último capítulo de Chechu Salgado en la serie tras la muerte de su personaje.
El 21 de septiembre termina la cuarta temporada de Servir y proteger con la salida de Andrea del Río, coprotagonista de la serie, tras la muerte de su personaje a manos de Vlado Khan.
Quinta temporada (22 de septiembre de 2020 - 9 de julio de 2021)
En abril de 2020 el actor Eduardo Velasco confirmó mediante un vídeo que la serie había renovado por una quinta temporada. Sin embargo, hubo que esperar más de dos meses para el anuncio oficial de la nueva entrega. El reparto contaría con gran parte del reparto de temporadas anteriores como Luisa Martín, Eduardo Velasco, Roberto Álvarez, Pepa Aniorte, Juanjo Artero, Fernando Guillén Cuervo o Sergio Mur, pero se sumarían Thais Blume, Luis Fernández, Cayetana Cabezas, Antonio Valero, entre otros.
El 22 de septiembre arrancó la quinta temporada con las incorporaciones de Cayetana Cabezas y Antonio Valero, interpretando a Eva, la dueña de la Mensajería y a Salgado, un nuevo inspector jefe que vendrá para esclarecer el asalto a la comisaría y la muerte de la inspectora Ocaña. También se incorpora de manera secundaria Teresa Hurtado de Ory interpretando a Eli Otero. Ricardo Saiz abandona la serie tras la detención de su personaje.
Durante los primeros capítulos de la temporada aparecieron varios personajes de temporadas pasadas como Nerea Ocaña (Alejandra Lorente), Julio Quintero (Javier Abad), Olga Torres (Denisse Peña) y Marcelino Ocaña (Aníbal Soto). Además, Ángel de Miguel, Iker Lemos en la serie, apareció durante algún capítulo en una llamada o videollamada. Joan Negrié abandona temporalmente la serie tras la marcha de su personaje a Tánger tras el asalto.
A principios de octubre se incorporan al reparto principal de la quinta temporada Vania Villalón, Diego Klein y Luis Fernández interpretando a Daniela y Ángel Moreno y al inspector Iván Díaz, respectivamente. Al reparto secundario se incorpora el actor Felipe García Vélez interpretando a Abel, trabajador de Mensajería Velasco. Además, se anuncian las incorporaciones de Jimmy Castro y Alfonso Lara interpretando a Carlos, un nuevo policía y a Joaquín Rodríguez, el director del Hotel Novasur, respectivamente.
El 6 de octubre abandona la serie Silvia Sanabria, Nacha en la ficción, tras la marcha de su personaje a San Sebastián. Esa misma semana se incorpora Thais Blume interpretando a Lidia Alonso, la sustituta de Nacha y poco después Karina Kolokolchykova interpretando a Hanna, antigua prostituta de Vlado Khan.
El 20 de octubre abandonan la serie Xavi Mira y Alejandro Jato, el primero tras interpretar a Santiago Ríos durante algunos capítulos y el segundo tras interpretar a su hijo Toni tras más de 400 capítulos, tras la marcha de ambos a Cádiz. 
A finales de octubre abandona la serie Teresa Hurtado de Ory, tras el ingreso en prisión de su personaje. Al reparto principal se incorporan Alfonso Lara y Jimmy Castro, interpretando a Joaquín Rodríguez y al inspector Carlos Okoye, respectivamente. María Molins regresa a la serie por unos capítulos.
El 3 de noviembre abandonan definitivamente la serie Dani Muriel y María Molins, que interpretaban a Mateo Bremón y Verónica Figueras, tras la entrada en prisión de Mateo y el regreso a Barcelona de Verónica, dando por finalizada esta trama.
También se anuncian por redes sociales las incorporaciones de Alejandro Tous, Chemi Moreno y Nya de la Rubia para unos pocos capítulos.
A finales de noviembre abandona temporalmente la serie Felipe García Vélez tras la marcha de su personaje a Galicia para huir de la justicia.
El 10 de diciembre se anuncia el fichaje de Lydia Bosch como Mabel, la ex mujer de Salgado.
El 18 de diciembre se despide de la serie Sergio Mur tras interpretar a Miguel Herrera después de casi 260 capítulos.
El 30 de diciembre se incorporó Lucía Martín Abello interpretando a Beatriz Velasco, la hermana de Eva. También se reincorporó para unos capítulos Juan Salcedo.
El 7 de enero de 2021 abandona la serie Fernando Guillén Cuervo tras más de tres años interpretando a Elías Guevara en más de 800 capítulos. A cambio, se incorpora al reparto principal Alberto Jiménez interpretando al inspector Néstor Cepeda. También se incorpora al reparto secundario de la serie Marcos Orengo dando vida a Bruno, el novio de Bea. En ese mismo mes participó durante unos capítulos la actriz Lydia Bosch interpretando a Mabel, la exmujer de Salgado.
A principios de marzo abandonó la serie Marcos Orengo tras la muerte de su personaje. Felipe García Vélez se reincorpora a la serie retomando su papel de Abel durante tres capítulos, hasta la muerte de su personaje.
El 16 de marzo de 2021 se anuncia que Silvia Sanabria se reincorpora a la serie recuperando el personaje de Nacha Aguirre. Sin embargo, el 8 de abril abandona definitivamente la serie tras la muerte de su personaje y tras estar presente en más de 800 episodios.
A principios de mayo se incorpora a la serie Armando del Río para dar vida a Ramiro Infante, el asesino de policías, oculto bajo la identidad del abogado David Pineda. Además, se despiden de la serie Alfonso Lara y Diego Klein, quienes interpretaban a Joaquín y a Ángel respectivamente, tras ser ambos despedidos del hotel por las timbas ilegales y la marcha de Ángel a Barcelona. Días después abandonan también la serie Vania Villalón y Luis Fernández, aunque este último temporalmente. 
A finales de mayo se reincorporó Joan Negrié tras la vuelta a España de su personaje Vlado Khan, para abandonar definitivamente la serie el 3 de junio con la muerte de su personaje. En junio abandona la serie Karina Kolokolchykova, Hanna en la serie, tras la marcha de su personaje a Ucrania. 
El 9 de julio, coincidiendo con la emisión del capítulo 1000, termina la quinta temporada de la serie con la salida de Armando del Río, tras la muerte de su personaje, Ramiro Infante, cerrando la trama del asesino de policías. 
Sexta temporada (12 de julio de 2021 - 5 de julio de 2022)
El 8 de junio de 2021 se confirmó que la serie había renovado por una sexta temporada, contando con parte del reparto de temporadas anteriores como Luisa Martín, Eduardo Velasco, Roberto Álvarez, Pepa Aniorte, Paula Prendes o Thais Blume, y con las incorporaciones de Emmanuel Esparza, Pablo Puyol, Natalia Rodríguez e Ignacio Montes, entre otros.
El 12 de julio comienza la sexta temporada de la serie, con las incorporaciones durante esa semana de Emmanuel Esparza interpretando a Víctor Salas y Natalia Rodríguez dando vida a la oficial Yolanda Herrero. Por otra parte, Cristina Abad y Antonio Valero abandonan la serie tras interpretar, respectivamente, a Paula y a Salgado. Además, Mamen Camacho y Luis Fernández regresan a la serie retomando los papeles de Espe e Iván, respectivamente.
El 26 de julio abandona la serie definitivamente Cayetana Cabezas tras interpretar a Eva Velasco, después de la muerte de su personaje. Esa misma semana se incorpora al reparto principal Pablo Puyol interpretando al inspector jefe Félix Durán.
A mediados de agosto se incorporan al reparto principal Verónika Moral e Ignacio Montes, interpretando a la inspectora Vega y a Jota, respectivamente. Claudia Roset se incorpora también interpretando a Sheila Barroso.
A finales de agosto regresa a la serie para unos capítulos la actriz Karina Kolokolchykova, volviendo a interpretar a Hanna Yushenko. Thais Blume, quien interpretaba a Lidia Alonso, abandona temporalmente la serie tras la marcha de ambos personajes a Ucrania.
A principios de septiembre se incorporan como personajes principales Raquel Meroño y Fernando Soto, interpretando respectivamente a Martina Salvador y Rubén Redondo, propietarios de la nueva inmobiliaria del barrio.
A principios de octubre regresa para unos capítulos el actor Javier Abad, volviendo a interpretar a Julio Quintero. Elena Ballesteros se incorpora al reparto principal interpretando a Carol, la nueva directora del centro cívico y mujer de Durán. Paula Prendes y Sandra Martín abandonan la serie a finales de octubre, la primera habiendo interpretado a la oficial Lara Muñoz durante 450 capítulos, tras la marcha de su personaje a Ibiza y la segunda tras haber interpretado a Paty Fernández, camarera de la Parra, por más de 1000 capítulos, tras la marcha de su personaje a la India.
A principios de octubre regresa para unos capítulos el actor Javier Abad, volviendo a interpretar a Julio Quintero. Elena Ballesteros se incorpora al reparto principal para interpretar a Carol, la nueva directora del centro cívico y mujer de Durán.
A finales de octubre la serie sufre las bajas de Paula Prendes y Sandra Martín; la primera habiendo interpretado a la oficial Lara Muñoz durante 450 capítulos, y la segunda tras interpretar a Paty desde el principio de la serie.
En noviembre los actores Erika Bleda y Moreno Borja participaron durante unos capítulos en la serie, la primera interpretando a la sicaria Miriam Castaño y el segundo al importante empresario Ginés Pozo.
En enero de 2022 la serie cuenta con numerosos cambios. Primero, la vuelta de Karina Kolokolchykova interpretando de nuevo a Hanna Yushenko, quien esta vez vuelve al reparto principal tras empezar a trabajar en el centro cívico. Además se unen a la serie el actor Miquel García Borda, interpretando a Hugo Villalobos, y Esmeralda Moya interpretando a Luna, prima de Carol.
En febrero abandonan la serie Lucía Martín Abello  e Ignacio Montes tras la captura y posterior marcha de sus personajes, tras haberlos interpretado en casi 300 y 121 capítulos respectivamente. Poco después Miquel García Borda abandona la serie tras la muerte de su personaje.
A mediados de marzo el actor Ángel de Miguel, quien interpretaba a Iker Lemos, regresa a la serie tras su marcha 3 años atrás. Marta Poveda se incorpora para dar vida a Eider Ulloa, una peligrosa criminal conocida como Argos.
A comienzos de mayo regresa a la serie la actriz Ana Fernández retomando su papel de Diana del Val para unas semanas. Marta Poveda abandona la serie tras la muerte de su personaje.
A principios de junio Fernando Soto, quien interpretaba a Rubén Redondo, abandona la serie tras la muerte de su personaje. Denisse Peña y Javier Abad regresan para unas semanas para volver a dar vida a Olga y a Julio. Natalia Rodríguez y Luis Fernández abandonan temporalmente la serie.
Durante la recta final de la temporada, a finales de junio se incorpora Fanny Gautier para dar vida a la madre de Julio durante unos capítulos. Además, regresa a la serie para cinco capítulos Sandra Martín retomando su papel de Paty. Raquel Meroño y Emmanuel Esparza abandonan la serie tras la muerte de sus personajes Martina y Víctor.
El 5 de julio termina la sexta temporada de la serie con la salida de Eduardo Velasco, quien interpretaba a Fernando Quintero desde el principio de la serie, tras la muerte de su personaje
Séptima temporada (6 de julio de 2022 - 16 de enero de 2023)
Durante el mes de mayo de 2022 se confirmó la séptima temporada de Servir y proteger. Sin embargo, las noticias sobre esta temporada comenzaron a hacerse oficiales a finales de junio del mismo año, confirmándose que varios actores de temporadas anteriores se mantendrían, tales como los veteranos Luisa Martín, Roberto Álvarez o Pepa Aniorte, además de actores más recientes como Pablo Puyol, Elena Ballesteros, Thaïs Blume o Esmeralda Moya, entre otros. También, como cada temporada, se conocieron a los actores que darían vida a los nuevos personajes, entre los que se encuentran Unax Ugalde, Candela Serrat, Guadalupe Lancho entre otros. 
El 6 de julio, con la emisión del capítulo 1250, comenzó la séptima temporada de la serie. Debido a ello se fueron incorporando paulatinamente durante el mes de julio personajes como la nueva inspectora de la UIT Iris Quiroga (Berta Galo); Cata (Caterina Mengs), y rocío Garrido López compañera de celda de Hanna; Gael Cruz (Juan Díaz), padre de Cata; y Julia Riaza (Candela Serrat), nueva abogada del centro cívico. Denisse Peña y Javier Abad, Olga y Julio en la ficción, abandonan la serie tras regresar sus personajes a Verona.
A finales de julio abandonan la serie Ángel de Miguel y Esmeralda Moya, que interpretaban a Iker y a Luna, tras la marcha de sus personajes a Valencia. Antea Rodríguez, Inés en la serie; y Jan Buxaderas, Marcos; regresan para formar parte del reparto secundario. Belén Fabra también regresa para unos capítulos. Además, Unax Ugalde se incorporó para dar vida a Matías, nuevo médico del centro de salud y asesino en serie más conocido como el fantasma y Verónika Moral se reincorporó para volver a interpretar a Andrea Vega, quien actualmente cumple condena en Cerro Alto coincidiendo con Hanna y Cata.
A principios de agosto Claudia Roset y Belén Fabra, quienes interpretaban a Sheila y Soledad, abandonan la serie tras la marcha de sus personajes a Málaga. A cambio, se incorporan al reparto principal Juan Carlos Vellido, Guadalupe Lancho y Jorge Silvestre para dar vida a Isidro, Noemí y Saúl, el hijo de ambos. Santi Marín también se incorpora para dar vida al psicólogo Fabián Soto. Jan Buxaderas abandona la serie tras la muerte de su personaje.
A finales de agosto Antea Rodríguez abandona la serie tras la muerte de su personaje. A cambio, se reincorpora Natalia Rodríguez volviendo a interpretar a Yolanda Herrero tras su baja temporal.
El 6 de septiembre se anuncia la cancelación de la serie, cuya última temporada se prolongaría hasta enero de 2023.
A finales de septiembre se incorpora al reparto principal Óscar Higares interpretando a Lorenzo, el hermano de Isidro.
El 3 de octubre abandona la serie Juanjo Artero, que interpretaba a Emilio Bremón desde el principio de la serie, tras la muerte de su personaje. También a principios de octubre se producen las salidas de Unax Ugalde, tras el ingreso en prisión de su personaje, y Aritz Kortabarría. A finales de ese mismo mes, Luis Fernández regresa a la serie para volver a interpretar a Iván Díaz, quien regresa tras algunos meses de baja.
Sin embargo, a principios de noviembre y tras la muerte de su personaje Iván, Luis Fernández abandona definitivamente la serie tras más de 400 capítulos a sus espaldas. También se incorpora al reparto secundario la actriz Belén López para interpretar a Pilar Aranda, una nueva funcionaria de Cerro Alto. Además, se confirma el regreso de Sergio Mur para la recta final de la serie.
A principios de diciembre también se anunció la incorporación de Almar G. Sato para finales de ese mismo mes interpretando a Aiko Yagami, una nueva inspectora de la Interpol que llega a Distrito Sur para colaborar en un caso.
A mediados de mes, las actrices Verónika Moral y Belén López abandonaron la serie definitivamente tras la muerte de sus personajes, Andrea Vega y Pilar Aranda. La primera, tras haber formado parte del reparto principal durante casi 320 capítulos y más de un año y la segunda después de 18 capítulos formando parte del reparto secundario de la serie.
A finales de diciembre, concretamente el 23 de diciembre, las actrices Almar G. Sato y Elisa Matilla se incorporaron a la serie para dar vida a la agente de la Interpol Aiko Yagami y a Margarita, la madre de Iris, respectivamente. Por otro lado, el 30 de diciembre se reincorporó a la serie Sergio Mur para volver a dar vida a Miguel Herrera <<Caimán>> hasta el final de esta.
A pocos capítulos del final definitivo de la serie, Juan Carlos Vellido abandonó la serie tras la muerte de su personaje a manos de Lorenzo después de 100 capítulos formando parte del reparto principal.

## Argumento
Ambientada en una comisaría de barrio en el sur de Madrid, la serie muestra el lado más humano de las personas que trabajan para garantizar nuestra seguridad. Los casos que investigan los policías suelen ser delitos menos graves, aunque tienen gran repercusión en las vidas de los afectados: pequeños conflictos de carácter social, con los inmigrantes, desahucios, violencia de género o asesinatos. Con la comisaría como escenario van desfilando, los personajes, sus problemas, ansiedades, esperanzas y alegrías.

## Reparto

### Personajes principales
| Actor / Actriz          | Personaje                                          | Temporada | Temporada | Temporada  | Temporada           | Temporada           | Temporada                               | Temporada                   |
| Actor / Actriz          | Personaje                                          | 1         | 2         | 3          | 4                   | 5                   | 6                                       | 7                           |
| ----------------------- | -------------------------------------------------- | --------- | --------- | ---------- | ------------------- | ------------------- | --------------------------------------- | --------------------------- |
| Luisa Martín            | Claudia Miralles Rodríguez                         | Principal | Principal | Principal  | Principal           | Principal           | Principal                               | Principal                   |
| Roberto Álvarez         | Antonio Torres Morales                             | Principal | Principal | Principal  | Principal           | Principal           | Principal                               | Principal                   |
| Pepa Aniorte            | María López Capellán                               | Principal | Principal | Principal  | Principal           | Principal           | Principal                               | Principal                   |
| Juanjo Artero           | Emilio Bremón                                      | Principal | Principal | Principal  | Principal           | Principal           | Principal                               | Principal                   |
| Mamen Camacho           | Esperanza "Espe" Beltrán García                    | Principal | Principal | Principal  | Principal           |                     | Principal                               | Principal                   |
| Denisse Peña            | Olga Torres Miralles                               | Principal | Principal | Principal  | Invitada (en vídeo) | Invitada            | Secundaria                              | Invitada                    |
| Eduardo Velasco         | Fernando Quintero Gómez                            | Principal | Principal | Principal  | Principal           | Principal           | Principal                               |                             |
| Sandra Martín           | Patricia "Paty" Fernández                          | Principal | Principal | Principal  | Principal           | Principal           | Principal                               |                             |
| Silvia Sanabria         | Ignacia "Nacha" Aguirre Rueda                      | Principal | Principal | Principal  | Principal           | Principal           |                                         |                             |
| Fernando Guillén Cuervo | Elías Guevara Martos                               | Principal | Principal | Principal  | Principal           | Principal           |                                         |                             |
| Andrea del Río          | Alicia Ocaña Nieto                                 | Principal | Principal | Principal  | Principal           |                     | Invitada (como flashback y alucinación) | Invitada (como alucinación) |
| Aníbal Soto             | Marcelino Ocaña Sánchez                            | Principal | Principal | Principal  |                     | Invitado            |                                         |                             |
| Susana Béquer           | Montserrat "Montse" Ibarra Goikoetxea              | Principal | Principal | Principal  |                     |                     |                                         |                             |
| Elisa Mouliaá           | Dolores "Lola" Ramos Jiménez                       | Principal | Principal | Invitada   |                     |                     |                                         |                             |
| Nicolás Coronado        | Sergio Mayoral                                     | Principal | Principal |            |                     |                     |                                         |                             |
| Emilio Palacios         | Jairo Batista Vega                                 | Principal | Principal |            |                     |                     |                                         |                             |
| Juan José Ballesta      | Roberto "Rober" Batista Vega                       | Principal |           |            |                     |                     |                                         |                             |
| Miguel Ortiz            | Máximo "Max" Fernández                             | Principal |           |            |                     |                     |                                         |                             |
| Miguel Hermoso          | Martín Díez Prieto                                 | Principal |           |            |                     |                     |                                         |                             |
| Nausicaa Bonnín         | Laura Escalada López                               | Principal |           |            |                     |                     |                                         |                             |
| Mina El Hammani         | Salima Ben Ahmed                                   | Principal |           |            |                     |                     |                                         |                             |
| Ángel de Miguel         | Iker Lemos                                         |           | Principal | Principal  | Invitado (en vídeo) | Invitado (en vídeo) | Principal                               | Principal                   |
| Javier Abad             | Julio Quintero                                     |           | Principal | Secundario |                     | Invitado            | Secundario                              | Invitado                    |
| Alejandra Lorente       | Nerea Ocaña                                        |           | Principal |            |                     | Invitada            |                                         |                             |
| Jimmy Barnatán          | Federico "Fede" Alarcón                            |           | Principal | Principal  |                     |                     |                                         | Invitado (como alucinación) |
| Raúl Olivo              | Alexander "Alejandro" Somoza                       |           | Principal |            |                     |                     |                                         |                             |
| Albert Baró             | David Merino Lafuente                              |           | Principal |            |                     |                     |                                         |                             |
| Paco Manzanedo          | Cayetano "Tano" Céspedes                           |           | Principal |            |                     |                     |                                         |                             |
| Antonio Dechent         | Tote Gallardo                                      |           | Principal |            |                     |                     |                                         |                             |
| Celia Freijeiro         | Teresa Ronda Escobedo                              |           | Principal |            |                     |                     |                                         |                             |
| Adriá Collado           | Jesús Merino                                       |           | Principal |            |                     |                     |                                         |                             |
| Alejandro Jato          | Antonio "Toni" Ríos Gómez                          |           |           | Principal  | Principal           | Principal           |                                         |                             |
| Marta Belmonte          | Silvia Orestes                                     |           |           | Principal  | Principal           |                     |                                         |                             |
| Marta Calvó             | Elvira Soler                                       |           |           | Principal  | Principal           |                     |                                         |                             |
| José Lamuño             | Álvaro Campos Soler                                |           |           | Principal  | Principal           |                     |                                         |                             |
| Edurne                  | Sara Barrios                                       |           |           | Principal  | Principal           |                     |                                         |                             |
| Lara Martorell          | Ángela Betanzos                                    |           |           | Principal  | Principal           |                     |                                         |                             |
| Maru Valdivieso         | Mercedes "Merche" Zamora                           |           |           | Principal  | Principal           |                     |                                         |                             |
| Tito Asorey             | Luis Campos Soler                                  |           |           | Principal  |                     |                     |                                         |                             |
| Samuel Viyuela          | Ricardo "Ricky" Campos Soler                       |           |           | Principal  |                     |                     |                                         |                             |
| Pau Cólera              | Pablo Baeza Rodríguez                              |           |           | Principal  |                     |                     |                                         |                             |
| Antonio Garrido         | Damián Pérez                                       |           |           | Principal  |                     |                     |                                         |                             |
| Sergio Mur              | Miguel Herrera Ramos «Caimán»                      |           |           |            | Principal           | Principal           |                                         | Recurrente                  |
| Paula Prendes           | Lara Muñoz                                         |           |           |            | Principal           | Principal           | Principal                               |                             |
| Cristina Abad           | Paula Bremón Figueras                              |           |           |            | Principal           | Principal           | Principal                               |                             |
| Dani Muriel             | Mateo Bremón                                       |           |           |            | Principal           | Principal           |                                         |                             |
| María Molins            | Verónica Figueras                                  |           |           |            | Principal           | Invitada            |                                         |                             |
| Chechu Salgado          | Ramón Rojo Hernández                               |           |           |            | Principal           |                     |                                         |                             |
| Patxi Freytez           | Andrés Coll                                        |           |           |            | Principal           |                     |                                         |                             |
| Thais Blume             | Lidia Alonso Merino                                |           |           |            |                     | Principal           | Principal                               | Principal                   |
| Jimmy Castro            | Carlos Okoye                                       |           |           |            |                     | Principal           | Principal                               | Principal                   |
| Alberto Jiménez         | Néstor Cepeda                                      |           |           |            |                     | Principal           | Principal                               | Principal                   |
| Karina Kolokolchykova   | Hanna Yushenko                                     |           |           |            |                     | Principal           | Principal                               | Principal                   |
| Luis Fernández          | Iván Díaz                                          |           |           |            |                     | Principal           | Principal                               | Secundario                  |
| Lucía Martín Abello     | Beatriz Velasco Martínez / Blanca Velasco Merino   |           |           |            |                     | Principal           | Principal                               |                             |
| Cayetana Cabezas        | Eva Velasco Martínez                               |           |           |            |                     | Principal           | Principal                               |                             |
| Antonio Valero          | Tomás Salgado                                      |           |           |            |                     | Principal           | Principal                               |                             |
| Vania Villalón          | Daniela Moreno Hernández                           |           |           |            |                     | Principal           |                                         |                             |
| Diego Klein             | Ángel Moreno Hernández                             |           |           |            |                     | Principal           |                                         |                             |
| Alfonso Lara            | Joaquín Rodríguez                                  |           |           |            |                     | Principal           |                                         |                             |
| Armando del Río         | David Pineda Jiménez / Ramiro Infante Holgado      |           |           |            |                     | Principal           |                                         |                             |
| Pablo Puyol             | Félix Durán                                        |           |           |            |                     |                     | Principal                               | Principal                   |
| Elena Ballesteros       | Carolina "Carol" Hidalgo Rojas                     |           |           |            |                     |                     | Principal                               | Principal                   |
| Natalia Rodríguez       | Yolanda Herrero                                    |           |           |            |                     |                     | Principal                               | Principal                   |
| Verónika Moral          | Andrea Vega Cortel                                 |           |           |            |                     |                     | Principal                               | Principal                   |
| Claudia Roset           | Sheila Barroso Núñez                               |           |           |            |                     |                     | Principal                               | Principal                   |
| Esmeralda Moya          | Luna Requena                                       |           |           |            |                     |                     | Principal                               | Principal                   |
| Emmanuel Esparza        | Víctor Salas                                       |           |           |            |                     |                     | Principal                               |                             |
| Fernando Soto           | Rubén Redondo Tabasco                              |           |           |            |                     |                     | Principal                               |                             |
| Raquel Meroño           | Martina Salvador Sánchez / Sonia Villalobos Ortega |           |           |            |                     |                     | Principal                               |                             |
| Ignacio Montes          | Jaime Bustos «Jota»                                |           |           |            |                     |                     | Principal                               |                             |
| Berta Galo              | Iris Quiroga                                       |           |           |            |                     |                     |                                         | Principal                   |
| Caterina Mengs          | Catalina "Cata" Cruz Villar                        |           |           |            |                     |                     |                                         | Principal                   |
| Juan Díaz               | Gael Cruz                                          |           |           |            |                     |                     |                                         | Principal                   |
| Candela Serrat          | Julia Riaza                                        |           |           |            |                     |                     |                                         | Principal                   |
| Unax Ugalde             | Matías Medina «el Fantasma»                        |           |           |            |                     |                     |                                         | Principal                   |
| Santi Marín             | Fabián Soto                                        |           |           |            |                     |                     |                                         | Principal                   |
| Juan Carlos Vellido     | Isidro Galván                                      |           |           |            |                     |                     |                                         | Principal                   |
| Guadalupe Lancho        | Noemí Padilla                                      |           |           |            |                     |                     |                                         | Principal                   |
| Jorge Silvestre         | Saúl Galván Padilla                                |           |           |            |                     |                     |                                         | Principal                   |
| Óscar Higares           | Lorenzo Galván                                     |           |           |            |                     |                     |                                         | Principal                   |
| Hamza El Aslani         | Ismail "Isma" Larachi                              |           |           |            |                     |                     |                                         | Principal                   |

### Personajes secundarios
| Actor / Actriz         | Personaje                                   | Temporada  | Temporada  | Temporada  | Temporada  | Temporada  | Temporada  | Temporada  |
| Actor / Actriz         | Personaje                                   | 1          | 2          | 3          | 4          | 5          | 6          | 7          |
| ---------------------- | ------------------------------------------- | ---------- | ---------- | ---------- | ---------- | ---------- | ---------- | ---------- |
| Fernando Vaquero       | Salvador "Salva" Jerez Ortega               | Recurrente |            |            |            |            |            |            |
| Javier Lago            | Juan González                               | Recurrente | Recurrente |            |            |            |            |            |
| Mariano Estudillo      | Eugenio Oliver Ruiz                         | Secundario |            |            |            |            |            |            |
| Paco Marín             | Miguel Osorio                               | Secundario |            |            |            |            |            |            |
| Jose Palacios (actor)  | Lorenzo Agente del CNI                      | Secundario |            |            |            |            |            |            |
| Bernabé Fernández      | Juan Abascal «El violador de la máscara»    | Secundario |            |            |            |            |            |            |
| Mar Regueras           | Natalia Contreras                           | Recurrente |            |            |            |            |            |            |
| Fran Morcillo          | Francisco "Quico"                           | Secundario |            |            |            |            |            |            |
| Juan Salcedo           | Israel Guevara Carrillo                     | Recurrente |            | Invitado   | Invitado   | Invitado   |            |            |
| Elena Rivera           | Elena Ruiz Vallejo                          | Secundaria |            |            |            |            |            |            |
| Carlos Manuel Díaz     | Jorge Mosquera                              | Invitado   |            | Recurrente |            |            |            |            |
| Llum Barrera           | Felisa Vega                                 | Recurrente | Recurrente |            |            |            |            |            |
| Diego Martínez         | Karim Ben Ali                               | Secundario | Secundario |            | Secundario |            |            |            |
| Julia Molins           | Isa Fernández Zafra                         |            | Recurrente |            |            |            |            |            |
| Juanma Lara            | Rodrigo Jiménez «Goliat»                    |            | Recurrente |            |            |            |            |            |
| Kira Miró              | Maica Vallejo                               |            | Recurrente | Recurrente |            |            |            |            |
| Jordi Rebellón         | Adolfo Ocaña Sánchez                        |            | Recurrente |            |            |            |            |            |
| Laura Domínguez        | Marina Victoria Lafuente Alexandre          |            | Recurrente |            |            |            |            |            |
| Julio Vélez            | Antonio "Toño" Asensio Arias                |            | Recurrente |            |            |            |            |            |
| Juan Carlos Villanueva | General Fidalgo                             |            | Recurrente | Recurrente |            |            |            |            |
| Susana Córdoba         | Sofía Collantes                             |            | Secundaria |            |            |            |            |            |
| Víctor Elías           | Remo Sempere                                |            | Recurrente |            |            |            |            |            |
| Iria del Río           | Rocío Casares                               |            | Recurrente |            | Secundaria |            |            |            |
| Eduardo Mayo           | Gonzo                                       |            | Recurrente |            | Recurrente |            |            |            |
| Ana Otero              | Raquel Carrillo                             |            | Recurrente | Recurrente |            |            |            |            |
| Ricardo Saiz           | Miguel Flores                               |            | Secundario | Invitado   | Secundario | Invitado   | Invitado   |            |
| Daniel Albaladejo      | Pedro Iriarte                               |            |            | Recurrente |            |            |            |            |
| Mario Larce            | Tomás                                       |            |            | Recurrente |            |            |            |            |
| Yan Tual               | Kiril Konchalovsky                          |            |            | Recurrente |            |            |            |            |
| Julius Cotter          | Rudolf Van Gaal                             |            |            | Recurrente |            |            |            |            |
| Javier Tolosa          | Alfonso Antúnez                             |            |            | Recurrente | Recurrente |            |            |            |
| María Ballesteros      | Gisela Rodríguez «Coco»                     |            |            | Recurrente | Recurrente |            |            |            |
| Sara Vidorreta         | Marga Pérez                                 |            |            | Secundaria |            |            |            |            |
| Yiyo Alonso            | Eladio Maroto                               |            |            | Recurrente | Secundario |            |            |            |
| Paco Déniz             | Jesús Olaizola                              |            |            | Recurrente | Recurrente |            |            |            |
| Federico Aguado        | Adrián Bolaños «El Boli»                    |            |            | Recurrente |            |            |            |            |
| Tomás del Estal        | Gabriel Campos                              |            |            | Recurrente |            |            |            |            |
| Aída Oset              | Aitana                                      |            |            | Secundaria | Recurrente |            |            |            |
| Iván Hermés            | Santos Mercader                             |            |            | Secundario |            |            |            |            |
| Miguel Ángel Blanco    | Alejandro Font Montaner                     |            |            | Secundario |            |            |            |            |
| Martina Stetson        | Violeta García de Zúñiga                    |            |            | Recurrente | Recurrente |            |            |            |
| Francesco Iaia         | Paolo Montechi                              |            |            |            | Secundario |            |            |            |
| Xavi Mira              | Santiago Ríos                               |            |            |            | Recurrente | Recurrente |            |            |
| Jeddy Brown            | Felipe Solís                                |            |            |            | Recurrente |            |            |            |
| Chiqui Fernández       | Lourdes Morata Castro                       |            |            |            | Secundaria |            |            |            |
| Claudia Molina         | Malena Torrent                              |            |            |            | Secundaria |            |            |            |
| Javi Mora              | Tom Gargallo                                |            |            |            | Secundario |            |            |            |
| Ana Fernández          | Diana del Val                               |            |            |            | Secundaria |            | Invitada   |            |
| Alzira Gómez           | Yoli García                                 |            |            |            | Recurrente |            |            |            |
| Ana María Vidal        | Leonor Hernández                            |            |            |            | Secundaria |            |            |            |
| Juanjo Pardo           | Jesús Otero                                 |            |            |            | Recurrente | Recurrente |            |            |
| Aritz Kortabarría      | Miki Arias                                  |            |            |            | Recurrente | Recurrente | Recurrente | Recurrente |
| Nacho Nugo             | Nicolás "Nico" Gil                          |            |            |            | Secundario |            |            |            |
| Martín Aslan           | Derek Müller «Darko»                        |            |            |            | Recurrente |            |            |            |
| Arantxa Zambrano       | Charo Manzanero                             |            |            |            | Recurrente | Recurrente | Recurrente |            |
| Joan Negrié            | Vlado Khan                                  |            |            |            | Secundario | Secundario |            |            |
| Teresa Hurtado de Ory  | Elisa "Eli" Otero                           |            |            |            |            | Secundaria |            |            |
| Felipe García Vélez    | Abel Cifuentes García                       |            |            |            |            | Secundario |            |            |
| Irene Ferrándiz        | Carlota                                     |            |            |            |            | Recurrente |            |            |
| Antea Rodríguez        | Inés                                        |            |            |            |            | Recurrente |            | Secundaria |
| Nya de la Rubia        | Ainhoa Ortiz                                |            |            |            |            | Recurrente |            |            |
| Marcos Orengo          | Bruno                                       |            |            |            |            | Secundario |            |            |
| Lydia Bosch            | María Isabel "Mabel" Cervera                |            |            |            |            | Recurrente |            |            |
| Adrián Grösser         | Lucas Infante Ruiz / Eduardo Gabasa Montiel |            |            |            |            | Recurrente |            |            |
| Lidia Otón             | Lucía Filguero                              |            |            |            |            | Recurrente | Recurrente |            |
| Lolo Diego             | Abarca                                      |            |            |            |            | Recurrente | Invitado   |            |
| Francisco Garvin       | Ignacio Méndez                              |            |            |            |            |            | Recurrente |            |
| Adrián Serna           | Cristian Ochoa                              |            |            |            |            |            | Recurrente | Recurrente |
| Erika Bleda            | Belén Reaño Cervera / Miriam Castaño Vargas |            |            |            |            |            | Secundaria |            |
| Moreno Borja           | Ginés Pozo Moreno                           |            |            |            |            |            | Recurrente |            |
| Rafa Álamos            | Darío de la Fuente                          |            |            |            |            |            | Secundario |            |
| Miquel García Borda    | Hugo Villalobos Ortega                      |            |            |            |            |            | Secundario |            |
| Belén Fabra            | Soledad "Sole" Barroso Núñez                |            |            |            |            |            | Secundaria | Recurrente |
| Marta Poveda           | Eider Ulloa «Argos»                         |            |            |            |            |            | Secundaria |            |
| Jan Buxaderas          | Marcos Bremón                               |            |            |            |            |            | Recurrente | Recurrente |
| Fanny Gautier          | Gloria                                      |            |            |            |            |            | Recurrente | Recurrente |
| Rebeca Roldán          | Rebeca "Beka" Baeza                         |            |            |            |            |            |            | Secundaria |
| Nourdín Batan          | Abdourahmane Al-Kawari «Boi»                |            |            |            |            |            |            | Secundario |
| Sandra Ortiz           | Mona                                        |            |            |            |            |            |            | Recurrente |
| Belén López            | Pilar Aranda Luna «la Pomelo»               |            |            |            |            |            |            | Secundaria |
| Almar G. Sato          | Aiko Yagami                                 |            |            |            |            |            |            | Secundaria |

## Temporadas y audiencias
| Temporada | Episodios | Periodo   | Estreno                  | Final                    | Protagonistas | Audiencia    | Audiencia |
| Temporada | Episodios | Periodo   | Estreno                  | Final                    | Protagonistas | Espectadores | Cuota     |
| --------- | --------- | --------- | ------------------------ | ------------------------ | --- | ------------ | --------- |
| 1ª        | 200       | 2017-2018 | 24 de abril de 2017      | 15 de febrero de 2018    | Claudia Miralles (Luisa Martín) y Alicia Ocaña (Andrea del Río) Rober Batista (Juan José Ballesta) y Sergio Mayoral (Nicolás Coronado) | 1.083.000    | 9,5%      |
| 2ª        | 200       | 2018      | 16 de febrero de 2018    | 3 de diciembre de 2018   | Claudia Miralles (Luisa Martín) y Alicia Ocaña (Andrea del Río) Iker Lemos (Ángel de Miguel) y Nerea Ocaña (Alejandra Lorente)         | 1.138.000    | 10,0%     |
| 3ª        | 200       | 2018-2019 | 4 de diciembre de 2018   | 20 de septiembre de 2019 | Claudia Miralles (Luisa Martín) y Silvia Orestes (Marta Belmonte) Álvaro Soler (José Lamuño) y Elvira Soler (Marta Calvó)              | 1.030.000    | 9,3%      |
| 4ª        | 200       | 2019-2020 | 23 de septiembre de 2019 | 21 de septiembre de 2020 | Claudia Miralles (Luisa Martín) y Fernando Quintero (Eduardo Velasco) Verónica Figueras (María Molins) y Mateo Bremón (Dani Muriel)    | 977.000      | 8,9%      |
| 5ª        | 200       | 2020-2021 | 22 de septiembre de 2020 | 9 de julio de 2021       | Claudia Miralles (Luisa Martín) y Tomás Salgado (Antonio Valero) Fernando Quintero (Eduardo Velasco) y Eva Velasco (Cayetana Cabezas)  | 896.000      | 8,7%      |
| 6ª        | 249       | 2021-2022 | 12 de julio de 2021      | 5 de julio de 2022       | Claudia Miralles (Luisa Martín) y Félix Durán (Pablo Puyol) Fernando Quintero (Eduardo Velasco) y Víctor Salas (Emmanuel Esparza)      | 643.000      | 7,0%      |
| 7ª        | 123       | 2022-2023 | 6 de julio de 2022       | 16 de enero de 2023      | Claudia Miralles (Luisa Martín) y Félix Durán (Pablo Puyol) Lidia Alonso (Thais Blume) y Néstor Cepeda (Alberto Jiménez)               | 540.000*     | 6,6%*     |
| TOTAL*    | TOTAL*    | TOTAL*    | TOTAL*                   | TOTAL*                   | TOTAL* | 922.000*     | 8,6%*     |

*Dato provisional (actualizado a 22 de noviembre de 2022).

## Localizaciones
Estos son los algunos de los lugares más importantes de Distrito Sur donde tienen lugar la mayoría de los eventos de la serie:
- Comisaría de Distrito Sur: situada en la plaza del barrio, lugar donde se desarrollan todas las tramas policiales de la serie, con Claudia Miralles (y posteriormente Tomás Salgado, luego Félix Durán y Andrea Vega) como inspectores jefes y Emilio Bremón (y posteriormente Claudia Miralles) ejerciendo de comisario. Por la comisaría han pasado inspectores y agentes como Rober Batista, Alicia Ocaña, Espe Beltrán, Nacha Aguirre, Elías Guevara, Laura Escalada, Karim Ben Ali, Iker Lemos, Fede Alarcón, Silvia Orestes, Toni Ríos, Merche Zamora, Ángela Betanzos, Paula Figueras, Lara Muñoz, Iván Díaz, Lidia Alonso, Carlos Okoye, Néstor Cepeda, Yolanda Herrero, Iris Quiroga, entre otros muchos. Temporadas: Todas
- Plaza de la Parra: plaza en la que se sitúan la comisaría y el bar La Parra. Aquí tienen lugar acontecimientos de todo tipo, ya que todos los personajes la frecuentan. Temporadas: Todas
- Bar La Parra: el bar del barrio situado en la Plaza de la Parra, al lado de la comisaría, propiedad de María López tras comprárselo a Fernando Quintero. Es el bar al que van los policías y los vecinos del barrio a tomar café o para comer. Salima es la camarera en la temporada 1, Paty hasta la temporada 5, posteriormente Daniela, luego Charo y actualmente Cristian. Temporadasː Todas
- Centro de Salud El Tejoː situado en la calle de al lado de la plaza, es el centro de salud donde Antonio Torres ejerce como médico y a donde van todos los personajes cuando tienen alguna dolencia. Temporadasː Todas
- Transportes Quinteroː empresa al cargo de Fernando Quintero, se dedica al transporte de mercancías por toda España, pero especialmente por la ruta del sur, es una tapadera para el narcotráfico. Más tarde pasó a manos de Alejandro Somoza después de que Fernando Quintero fingiera su muerte, después volvió a Fernando Quintero, quien tuvo que cerrar debido a que no pudo soportar las deudas que Somoza había dejado. Además de Quintero, en este lugar han trabajado personajes como Jairo Batista. Temporadasː 1-3
- Cárcel 1: centro penitenciario donde están presos algunos personajes. Temporadas: Todas
- Ocaña Abogadosː bufete de abogados de Marcelino Ocaña donde trabajaron Sergio Mayoral y Nerea Ocaña. Temporadasː 1-2
- Gimnasio Atlasː gimnasio del barrio donde trabajaban Max Fernández y su hija Paty. Temporadaː 1
- Hospital Madrid Surː situado cerca del barrio, muchas tramas de la serie se han desarrollado ahí cuando los personajes han tenido que pasar por quirófano o han estado ingresados. Temporadasː Todas
- Construcciones SZː empresa al cargo de Alejandro Somoza, se dedicaba a la construcción, fue una tapadera para el narcotráfico. Tras la muerte de Somoza su dirección paso a Sofía Collantes. Temporadaː 2
- El color de la huerta y Ferretería Damiánː frutería del barrio, a cargo de Jesús Merino y su hijo David. Posteriormente pasó a ser la ferretería de Damián Pérez, donde estuvo también empleado Pablo Baeza. Temporadasː 2-3
- Consulta psicológicaː consulta de Teresa Ronda donde van muchos personajes a mantener charlas. Temporadaː 2
- Pub Moonlightː local de copas del barrio, los primeros dueños fueron la familia Soler. Más tarde pasó a manos de Fernando Quintero luego a Beatriz Velasco, y actualmente el dueño es Gael Cruz. A lo largo de la serie sus camareros han sido Sara, Miki, Hanna, Jota, Cata y Mona, entre otros. Temporadas 3-7
- Cárcel 2: otro centro penitenciario cercano. Temporadas: 3-5
- Motor Solerː taller mecánico de Álvaro Soler. Temporadasː 3-4
- Clínica di Matteoː clínica estética donde trabajaban Mateo Bremón y Andrés Coll hasta su clausura tras la muerte de Andrés y el encarcelamiento de Mateo. Temporadasː 4-5
- Centro cívicoː local situado en la plaza del barrio a cargo de Miguel Herrera, después Paty y actualmente Carol. Además, aquí han trabajado numerosos personajes como Hanna Yushenko o las abogadas Verónica Figueras y Julia Riaza. Allí se resuelve cualquier conflicto social que ocurra en el barrio. Temporadasː 4-7
- Mensajería Velascoː empresa de mensajería a cargo de Eva Velasco, con su hermana Bea como socia. Era una tapadera de un negocio de tráfico de armas por toda España. La mensajería fue vendida tras la muerte de Eva. Temporadas: 5-6
- Hotel La Estrella / Hotel Novasurː situado cerca del barrio, muchas tramas de la serie se han desarrollado ahí. En la quinta temporada también conocemos la recepción del hotel, dirigido por Joaquín y donde trabajaba Ángel. Temporadas: Todas
- Quintero Joyerosː situada cerca del barrio, es una empresa que ha estado a cargo de la familia Murillo hasta que Fernando Quintero la compra para usarla como tapadera del negocio de las armas. Ignacio Méndez fue el maestro joyero y Víctor Salas fue el jefe de seguridad, la joyería fue embargada con la muerte de Quintero. Temporadaː 6
- Despacho de Bremónː situado en el centro de Madrid, es el nuevo despacho de Bremón tras ser ascendido a Jefe superior de la Policía de Madrid. Temporada: 6
- Inmobiliaria Redondo: inmobiliaria a cargo de Rubén Redondo y Martina Salvador hasta la muerte de éstos, que en realidad fue una tapadera de blanqueo de capital. Temporada: 6
- Chollos Galván: tienda de segunda mano donde trabajan Isidro, Noemí y su hijo, que es también tapadera para los negocios de matón de Isidro. Temporada: 7
- Centro penitenciario Cerro Alto: cárcel de mujeres donde se encuentran presas Hanna Yushenko, Catalina "Cata" Cruz y Andrea Vega, esta última hasta su fuga y posterior muerte. Temporada: 7
- Consulta de Fabián Soto: aquí es donde Fabián Soto ejerce su profesión de psicólogo, atendiendo a varios vecinos del barrio. Temporada: 7
- Pisos y viviendas de algunos personajesː
  - Piso de la familia Torres-Miralles: allí viven Claudia y Antonio junto a su hija Olga, aunque esta última sólo vive allí hasta que se marcha a Italia con Julio Quintero. Temporadas: Todas
  - Casa de la familia Ocaña: allí vivieron Marcelino y Carmen. Más tarde pasó a ser la residencia habitual de Alicia e Iker. Temporadasː 1-3
  - Piso de los hermanos Batista: allí vivieron Rober y Jairo Batista. Temporadaː 1
  - Piso compartido: allí han vivido Espe, Lola, Fede, Silvia, Paty, Lara, Alicia, Paula, Lidia, Yolanda, Luna e Iris. Temporadasː 2-7
  - Piso de Quintero: Vivieron durante una temporada Fernando Quintero y su hijo Julio. Temporadaː 2
  - Piso de la familia Soler: Allí vivieron Elvira Soler y sus hijos Luis, Álvaro y Ricky durante su estancia en el barrio. Temporadasː 3-4
  - Casa de Santos Mercader: Vivió durante unas semanas Santos Mercader antes de su muerte. Temporada: 3
  - Piso de la familia Bremónː Allí vivieron Mateo y Verónica junto a su hija Paula. Temporadaː 4
  - Piso de Paty y Paolo: Allí vivieron Paty y Paolo hasta la muerte de éste. Temporada: 4
  - Piso de Ramón Rojo: además de constituir la casa de Ramón Rojo, allí tienen lugar todo tipo de reuniones relacionadas con su negocio de prostitución. Temporada: 4
  - Piso de Leonor: fue comprado por Rojo para su madre, y allí estuvo también oculto Vlado Khan tras la marcha de ésta. Temporada: 4
  - Piso de los hermanos Moreno: donde vivieron Daniela y Ángel hasta que se marcharon del barrio. Temporada: 5
  - Piso de Iván y Carlos: donde viven Iván y Carlos. Temporadas: 5-6
  - Piso de Espe y Sheila: allí vive Espe con Sheila tras convertirse en su madre de acogida hasta la marcha de Sheila. Temporadas: 6-7
  - Piso de Víctor y Martina: allí se mudaron Víctor y Martina para vivir en pareja hasta la muerte de éstos. Temporada: 6
  - Piso de Iker: donde vivió Iker con Leo tras su vuelta a Distrito Sur. Temporadas: 6-7
  - Ático de los Galván: lujoso ático donde viven Isidro Galván y Noemí. Temporada: 7

## Premios
| Premio | Año  | Referencias   |
| --- | ---- | ------------- |
| Premio FesTVal de Vitoria a "Mejor guion"                                                                         | 2017 | [ 47 ] [ 48 ] |
| Galardón a la Promoción y Difusión Cinematográfica y Televisiva del XV Festival de Cine Social Castilla-La Mancha | 2018 |               |
| Premio Alcazaba a "Mejor serie de entretenimiento"                                                                | 2018 |               |
| Premio ALMA al mejor guion de serie diaria                                                                        | 2020 | [ 49 ]        |
| Premio DAMA a la mejor serie diaria en los Premios MIM                                                            | 2021 |               |

| Premio                                                                                         | Destinatario   | Personaje        | Fecha | Referencias   |
| ---------------------------------------------------------------------------------------------- | -------------- | ---------------- | ----- | ------------- |
| Premio Tarazona al ‘Mejor talento aragonés’                                                    | Andrea del Río | Alicia Ocaña     | 2018  |               |
| Premio especial a la contribución Artística en la Ficción Televisiva de los Premios MIM SERIES | Luisa Martín   | Claudia Miralles | 2018  |               |
| Cruz Blanca al mérito policial                                                                 | Luisa Martín   | Claudia Miralles | 2019  | [ 50 ] [ 51 ] |